# Stewart Downing
Stewart Downing (* 22. Juli 1984 in Middlesbrough) ist ein ehemaliger englischer Fußballspieler. Der Flügelspieler stand im Laufe seiner Karriere bei Vereinen wie dem FC Middlesbrough, Aston Villa, dem FC Liverpool, West Ham United und den Blackburn Rovers unter Vertrag und absolvierte 35 A-Länderspiele für England.

## Sportlicher Werdegang
Downing wuchs in der östlich der Stadt Middlesbrough gelegenen Siedlung Pallister auf und stieß früh zur Jugendabteilung des „großen“ FC Middlesbrough. Die fußballerische Begabung war in der „Academy“ rasch erkennbar und bereits im Alter von 17 Jahren debütierte Downing am 24. April 2002 gegen Ipswich Town in der obersten englischen Spielklasse. In der ausgehenden Spielzeit 2002/03 brachte er es auf insgesamt drei Einsätze. Ebenso viele Pflichtspiele folgten in der Saison 2003/04, die Downing zudem beim 4:1-Sieg im Ligapokal gegen den FC Brentford das erste Tor bescherte.
Auf der angestammten linken Außenposition im Mittelfeld stagnierten die Perspektiven des „Linksfuß“ aufgrund der intensiven Konkurrenz durch den niederländischen Nationalspieler Boudewijn Zenden zunächst, so dass sich die Vereinsführung zu einem Leihgeschäft entschloss. Um Spielpraxis zu erlangen, wurde Downing zu diesem Zweck im November 2003 beim Zweitligisten FC Sunderland „geparkt“. Bereits einen Monat später orderte ihn „Boro“ zurück, da eine Verletztenmisere die Anzahl der einsatzbereiten Spieler deutlich dezimiert hatte. Der antrittsschnelle Flügelspieler nutzte die Gelegenheit zum sportlichen Durchbruch und stieg in der Saison 2004/05 zum Führungsspieler auf. In den insgesamt 49 Pflichtspielen machte er sich vor allem stetig als „Tor-Vorbereiter“ einen Namen. Höhepunkte waren die Einsätze im UEFA-Pokal, die erst im Achtelfinale gegen Sporting Lissabon endeten, und sein erstes Länderspiel für England am 9. Februar 2005 – unter Trainer Sven-Göran Eriksson endete der Einstand des U-21-Nationalspielers und Teilnehmers an der U-19-Europameisterschaft 2003 mit einem 0:0 gegen den Freundschaftsspielgegner aus den Niederlanden.
Der rasante Aufstieg erhielt nach wenigen Spielen in der Saison 2005/06 einen Dämpfer. Downing fiel fünf Monate wegen einer schweren Knieverletzung aus und kam erst im Januar 2006 zu seinem Comeback. Die Rückkehr zu voller Leistungsstärke gelang schnell und Downing war maßgeblich am UEFA-Pokal-Finaleinzug seines Klubs beteiligt, als er gleich drei Tore zum späten 4:2-Rückspielsieg gegen Steaua Bukarest vorbereitete. Das Endspiel selbst ging zwar anschließend deutlich mit 0:4 gegen den FC Sevilla verloren, aber Englands Nationaltrainer Eriksson befand die Leistungen als gut genug, um Downing – vordergründig als „zweite Wahl“ hinter Joe Cole – im linken Mittelfeld für die anstehende Weltmeisterschaft in Deutschland zu nominieren. Seine Einsätze im Turnier blieben auf drei Einwechslungen gegen Paraguay, Trinidad & Tobago sowie in der Nachspielzeit der Achtelfinalpartie gegen Ecuador beschränkt. Unter Erikssons Nachfolger Steve McClaren kam Downing erstmals in Englands Startelf zum Zuge und nach dem 4:0-Sieg gegen Griechenland war er auch in den anschließenden Qualifikationsspielen zur Euro 2008 im Team. Beim Anhang der „Three Lions“ stand Downing jedoch unter massiver Kritik; er galt während der misslungenen Qualifikation zur Europameisterschaft als „Günstling“ seines ehemaligen Boro-Trainers McClaren und musste nach schlechten Leistungen häufig als Sündenbock herhalten.
Am 26. Februar 2008 unterzeichnete Downing beim FC Middlesbrough einen neuen 5-Jahres-Kontrakt und auch in der Nationalmannschaft festigte er seinen Status, zumal McClarens Nachfolger Fabio Capello im März 2008 signalisierte, weiter auf ihn zu zählen. Besonders Downings Darbietungen während der Freundschaftsspielreise durch Nordamerika brachten dem vormals Kritisierten nun Lob in der Medienlandschaft und beim neuen Trainer ein.
Zu Beginn der Spielzeit 2008/09 machte Downing Schlagzeilen außerhalb des Spielfeldes, als dieser seinen ehemaligen Agenten indirekt des Betrugs beschuldigte und in Zusammenarbeit mit dem englischen Fußballverband, seinem Klub und der Polizei Beweise sammelte, die zur Verhaftung des Beschuldigten führten. In sportlicher Hinsicht verlief die Saison enttäuschend. Nach dem besten Start des Klubs der letzten sechs Jahre und dem zeitweilig achten Tabellenplatz, stürzte Boro ab November 2008 in die untere Tabellenhälfte ab und setzte sich auf den Abstiegsplätzen fest. Downing bat am 5. Januar 2009 bei seinem Klub schriftlich um einen Transfer, blieb mit seiner Bitte um ein vorzeitiges Vertragsende aber ohne Erfolg. Zum Ende der ernüchternden Spielzeit, in der Downing kein einziges Ligator gelang, stieg Boro in die zweitklassige Football League Championship ab. Zu allem Unglück verletzte sich der Nationalspieler nach einem Zweikampf mit Stilian Petrow noch im vorletzten Saisonspiel gegen Aston Villa am Fuß und musste operiert werden.
Im Sommer 2009 wechselte Downing zu Aston Villa; die Ablösesumme betrug zehn Millionen Pfund, plus der Möglichkeit einer weiteren Aufstockung um bis zu zwei Millionen Pfund, abhängig von der Einsatzhäufigkeit bei den „Villans“.
Nach zwei Jahren in Birmingham wurde Downing von dem Ligakonkurrenten FC Liverpool verpflichtet. Der Wechsel wurde am 16. Juli 2011 bekannt gegeben. Die Ablösesumme soll 20 Millionen Pfund betragen haben.
Zur Saison 2013/14 wechselte Downing innerhalb der Liga zu West Ham United. Er unterschrieb bei den Londonern einen Vierjahresvertrag bis zum 30. Juni 2017. Sein bislang letztes Länderspiel absolvierte er am 18. November 2014 gegen Schottland.
Im August 2015 verpflichtete ihn der englische Zweitligist FC Middlesbrough für eine Ablösesumme von 5,5 £ Mio. Bei Middlesbrough wurde er schnell zum Stammspieler. 2016 stieg er mit der Mannschaft in die Premier League auf, nach einem Jahr aber bereits wieder ab.
Vier Jahre später wechselte Downing zu den Blackburn Rovers. Dort verbrachte er seine beiden letzten Profijahre, bevor er nach Ablauf der Saison 2020/21 seinen Rücktritt verkündete.